# 荒川秀之助
荒川 秀之助（あらかわ しゅうのすけ、1948年11月4日- ）は、宮城県名取市出身で、日本競輪選手会・宮城支部に所属していた元競輪選手。25期。

## 経歴
東北高等学校を経て日本競輪学校第25期生となる。同期には谷津田陽一や、1964年東京オリンピックに出場した山藤浩三や伊藤富士夫らがいる。また、実弟の荒川玄太（31期）も元競輪選手であった。
デビュー戦は1967年9月17日の準地元・いわき平競輪場で迎え6着。初勝利は同年同月18日の同場。

### 「飛燕の飛びつき」
1970年。この年は競輪界のこれまでの図式が大きく変わった年となった。高原永伍時代の終焉が訪れると同時に、高原に加え、伊藤繁、吉川多喜夫らが形成していた「神奈川王国」にも終焉の時代が訪れた。代わって、稲村雅士、福島正幸、田中博らの「群馬王国」が形成されつつあったが、もう一つの王国が形成されようともしていた。それは「宮城王国」である。
宮城王国は、平間誠記がその礎を作っていたが、王国時代を見ぬまま急逝。しかしその生前、平間から荒々しい練習をつけてもらっていた若手選手が平間の死後に活躍することとなる。その宮城王国を築き上げるきっかけを作ったのが荒川秀之助である。
同年11月6日に岸和田競輪場で開催された第24回日本選手権競輪決勝。荒川は最終1角付近で、インから掬って逃げる福島正幸の番手を新井市太郎から奪取し、最後は福島を捕らえて優勝した。当時21歳。このときのメンバーの中には福島の他、高原永伍、石田雄彦のビッグネームがいた。しかし、一時代を築き上げてきた高原、石田にとって、この日本選手権競輪が最後のGI決勝進出となった。
荒川は続く11月末に開催された競輪祭新人王戦でも優勝。2着が後に福島、田中の群馬勢とともに「三強」を形成することになる阿部道で、3着は阿部利美であったが、宮城勢が上位3着までを独占した。
荒川の斬新な戦法に対し、すぐさま、飛燕の飛びつき（蛙飛びという言い方もされた）というニックネームがつけられた。また、その秘話を探るべく、荒川にコラムを担当させたマスコミまで出現した。現役当時、身長164cmという小柄な体格であったがゆえに、苦心の策として編み出されたのが飛燕の飛びつきであったが、当時の競輪といえば、先行選手が逃げて、その番手選手が差すか差せないかといった展開が主流であった。よって、ともすれば単調になっていた競走展開だったが、荒川の出現以後、イン待ちやイン斬りといった戦法も徐々に出始めて展開も複雑化し、ひいては現在の競輪にも通じる戦法がどんどん確立されていった。

### 中野浩一との全勝対決を制す
斬新な戦法で瞬く間にトップスターの座を掴んだ荒川だったが、以後はマークが厳しくなり、対戦相手もそう簡単に飛びつきを許さなくなった。さらに競輪界ではその後、阿部良二らが若さに身を任せた馬力を武器に、当時の競輪では自力選手の最後の非常手段と目されていた捲りを武器に勝負するといったスピード全盛時代へと突入することになる。したがって逃げると思われる選手に狙いを定めてその選手に飛びつくといった荒川の戦法は、昭和50年代初頭に吹き荒れまくった「ヤング全盛時代」の下では時代遅れとさえ目されるようにもなった。
70年にダービー王になって以降、GIタイトルとは無縁の状態となり、おまけに隆盛を誇った宮城王国も衰退への道を辿っていく流れの中、1979年の高松宮杯を迎えることになる。
荒川はこの大会で、予選から全て1着で勝ちあがり、準決勝戦にあたる東王座戦も制して4戦全勝で決勝へと進出した。しかし、西日本側からこちらもまた、4戦全勝で勝ち上がってきた選手がいた。中野浩一である。「荒川VS中野の全勝対決！」といった記事が銘打たれると思いきや、当時は中野が出走すれば常に本命を背負う流れにあり、更に西日本王座戦の大量落車によって、抜群のダッシュは持つが末脚に僅かに甘さを残す中野にとって500バンクでは別線の東日本勢よりも怖い西日本の有力追込選手がごっそり脱落した事で、必然的にマスコミの論調は「中野完全Vに王手！」という形になっていた。
レースは、前団をしめた西日本勢を青板過ぎ単騎上昇した谷津田陽一が抑えると、引いても5番手のある中野はすんなり引き谷津田は上昇してきた吉井秀仁－荒川－阿部利美を迎え入れ4番手で折り合い中野は5番手、中野マークの矢村正にとってこれがおそらく最後の特別制覇のチャンスとなれば中野の早目の仕掛けも予想されたが動かず、いつも通りバックで捲って出るがこれが全く伸び足がなく、逃げた吉井の掛かりも良いのか3番手の横まで、荒川は落ち着いて抜け出して優勝を飾った。
当時荒川は30歳だったが、ヤング全盛という時代を平定した中野を撃破したこの一戦は高く評価された。また、荒川のこの優勝を境に、一時は「時代遅れ」と目されていたイン待ち、イン斬りという戦法が復活したどころか、競輪には欠かせない戦法となっていくのである。
競輪評論家の木庭賢也によると、この時荒川は木庭から、長澤義明が初めてプロ用に作った自転車フレームを譲り受け、レースに臨んでいたという。
その後、荒川は2002年7月まで現役を続け、通算622勝を挙げた。